# Naval Group
Naval Group, S.A. (bis Juni 2017 Direction des constructions navales (DCNS)) ist ein französischer staatlicher Schiffsbaukonzern tätig in der Konzeption und dem Bau von Marineüberwasserschiffen und U-Booten aller Klassen, sowie im Bereich der erneuerbaren marinen Energien.

## Übersicht
Der Konzern beschäftigt mehr als 13.612 Mitarbeiter in 16 Ländern. Das privatrechtlich organisierte Unternehmen steht zu 62,25 % im Besitz des französischen Staates, zu 35 % im Besitz von Thales, während 1,8 % der Anteile von den aktiven und ehemaligen Mitarbeitern gehalten werden (0,95 % befinden sich im Eigenbesitz der Firma). DCNS ist das Nachfolgerunternehmen der staatlichen französischen Marine-Werften und der Direction des Constructions et Armes Navales (DCAN), die im Jahr 1991 zur DCN (Direction des Constructions Navales) wurde. 2003 wurde das Unternehmen in eine privatrechtlich organisierte Aktiengesellschaft umgewandelt und 2007 stieg Thales ein. Damit einher ging auch die Namensänderung von DCN zu DCNS.
Aktionäre sind der französische Staat mit 62,25 %, der Rüstungskonzern Thales, sowie Mitarbeiter und ehemalige Mitarbeiter mit 1,82 %. 0,93 % sind eigen gehalten (Stand Dezember 2020).

## Geschichte

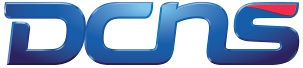
Früheres Logo von Naval Group (DCNS)

### Entstehung der Marine-Werften
Im Jahr 1624 arbeitet Kardinal Richelieu, der damalige Premierminister von Ludwig XIII. eine Marinestrategie aus, die darauf abzielt, die Marine-Werften auszubauen, damit die französischen Seestreitkräfte mit denen Großbritanniens rivalisieren können. Diese Politik wird ab 1631 mit der Gründung der Flotte du Ponant auf der Atlantikseite und der Flotte du Levant auf Mittelmeerseite, der Gründung der Marinewerft von Brest und der Erweiterung der unter Heinrich IV. gegründeten Marinewerft von Toulon zur Umsetzung gebracht.
Jean-Baptiste Colbert, der Marineminister von Ludwig XIV. setzt diese Strategie fort und entwickelt mehrere strategisch wichtige Werften: Erweiterung der Werft von Toulon, Aushebung der Becken der Werft von Brest, Gründung der Marinewerft von Rochefort. Sein Sohn Jean-Baptiste Colbert, marquis de Seignelay, der im Jahr 1683 sein Amt übernimmt, führt diese Politik weiter fort.
Im 18. Jahrhundert wird das Netzwerk der königlichen Marine-Werften noch weiter ausgebaut. So verwandelt der Marquis de Montalembert im Jahr 1750 eine alte Papierfabrik in Ruelle-sur-Touvre in eine Kanonenschmiede. 1777 gründet Antoine de Sartine, der Marineminister Ludwigs XVI. eine Kanonenschmiede in der Nähe der Schiffswerft von Indret. Im gleichen Jahr beginnen die Ausbauarbeiten des Hafens von Cherbourg, die im Jahr 1816 abgeschlossen werden. 1778 tritt die Marinewerft von Lorient an die Stelle der Compagnie des Indes im Hafen von Lorient. Die Marinewerft von Rochefort wird im Jahr 1926 geschlossen. 1937 wird die Niederlassung von Saint-Tropez in den Betriebsanlagen des auf die Torpedoherstellung spezialisierten Unternehmens Schneider gegründet. Zu diesem Zeitpunkt sind die meisten noch heute bestehenden französischen Niederlassungen der DCNS gegründet.

### Industrialisierung und technische Innovation
Im 19. Jahrhundert verwandeln sich die Werften, um die Entwicklung der Marine hin zur Motorisierung zu begleiten. Die unterschiedlichen Standorte werden industrialisiert und spezialisieren sich nach und nach. So erhält die Marinewerft von Brest im Jahr 1865 eine ausschließlich militärische Ausrichtung, was mit der Schließung des Hafens am Fluss Penfeld für Handelsschiffe einhergeht. Im Jahr 1898 wird die Marinewerft von Cherbourg, nachdem sie sich zunächst von den Segelbooten ab- und Propellerschiffen zugewandt hatte, ausschließlich mit dem Bau von U-Booten beauftragt.
Im Jahr 1927 schließlich werden die Bestimmungen der verschiedenen Werften per Dekret festgelegt: Brest und Lorient werden mit dem Bau von großen Schiffen beauftragt, Cherbourg mit dem Bau der U-Boote, Toulon, Bizerte und Saigon sind für die Wartung der Flotte zuständig Diese Rationalisierung der Aufgabe der Werften geht mit technischen und militärischen Neuerungen, sowie, vor dem Hintergrund des weltweiten Rüstungswettlaufs und der Kolonisierung, mit einer beschleunigten Schiffsproduktion einher.
So verlässt im Jahr 1858 La Gloire, das erste ozeantaugliche Panzerschiff, die Werft von Toulon. In den Jahren um 1860 entstehen die ersten Torpedoschiffe und Kriegs-U-Boote: Im Jahr 1863 wird mit der Plongeur das erste motorisierte U-Boot zu Wasser gelassen. Aufgrund seiner technischen Probleme gilt es jedoch mehr als ein Prototyp als ein betriebstüchtiges Kriegsschiff; dennoch öffnet es den Weg für den Bau der Gymnote im Jahr 1886 und der Narval im Jahr 1899, der ersten betriebsbereiten Torpedo-U-Boote der Geschichte.
Die Produktion schwergewichtiger Überwasserschiffe gewinnt in den Jahren um 1910 ebenfalls an Bedeutung. Zahlreiche Panzerschiffe werden vor Beginn des Ersten Weltkriegs gebaut und im Jahr 1939 ergänzt das 35.000 Tonnen-Schiff Richelieu die französische Kriegsflotte.

### Zusammenführung der Geschäftsbereiche
Im Jahr 1946 wird das Dekret aus dem Jahr 1927 bezüglich der Aufgabenverteilung der verschiedenen Werften durch eine Bestandsaufnahme der französischen Marinewerften ergänzt. Daraufhin wird Brest mit der Herstellung und Reparatur von Großschiffen, Lorient mit dem Bau von Schiffen mittlerer Größe, Cherbourg mit dem Bau von U-Booten und Toulon mit der Reparatur und Wartung der Flotte beauftragt. Was die nicht an den Küsten gelegenen Standorte betrifft, wird die folgende Regelung getroffen: Indret wird mit den Antriebssystemen der Schiffe beauftragt, Ruelle mit dem Bau von Kanonen, Großteilen und Elektroniksystemen, Saint-Tropez mit der Torpedoherstellung und Guérigny mit der Herstellung von Ketten und Ankern. Fünf Standorte befinden sich in Übersee: Mers el-Kébir, Bizerte, Dakar, Diego-Suarez, Papeete.
Bis zum Jahr 1961 gewährleistet die Staatsmarine über die „Directions des constructions et armes navales“ (DCAN) der unterschiedlichen Marinewerften selbst die Wartung und Reparatur ihrer Flotte. Bei den Ingenieuren der DCAN handelte es sich um Offiziere der Pioniertruppen der Marine. Zu diesem Zeitpunkt werden die Werften von der Marine abgespalten, was wiederum eine Diversifizierung ihrer Tätigkeitsbereiche im Laufe der 1970er Jahre zulässt.
Jetzt ist nur noch eine einzige DCAN für alle Marinewerften des französischen Mutterlandes und Übersees zuständig und untersteht selbst der DTCN (Direction technique des constructions navales). Die DTCN wiederum untersteht der von Michel Debré gegründeten ministeriellen Rüstungsdelegation. Im Jahr 1977 wird die DMA zur Generaldirektion für Rüstung (Direction générale de l’armement, DGA). Ziel dieser Reform ist es, sämtliche Planungs- und Baukapazitäten des Heers in einer heeresübergreifenden Delegation im Auftrag der Regierung zusammenzufassen.
Im Jahr 1958 wird mit der offiziellen Einführung des französischen Kernwaffenprogramms durch General de Gaulle und der Politik der militärischen Abschreckung eine Umstrukturierung der industriellen und technologischen Verteidigungsgrundlage ins Leben gerufen.
Im Zuge des Projekts Cœlacanthe werden die DTCN und die CEA zusammengefasst und im Jahr 1967, wird mit dem Redoutable das erste französische Atom-U-Boot in Betrieb genommen.

### Unternehmerische Veränderungen
In den 1970er Jahren veranlassen die Weltwirtschaftslage und die Dekolonisierung die DCAN dazu, sich auf neuen Märkten weiterzuentwickeln. Zum Verlust der Übersee-Arsenale kommen die geringere Nachfrage der französischen Marine an Kriegsschiffen und die Schwierigkeit, sich weiter zu finanzieren hinzu. Diese Entwicklung wird mit dem Ende des Kalten Kriegs trotz der Diversifizierung der Aktivitäten der DCAN und deren Ausdehnung auf die Wartung des Stromnetzes und die Minenräumung des Küstengebiets noch weiter beschleunigt. So spezialisieren sich einige Standorte auf zivile Projekte: Brest baut Eisenbahnwagons und Guérigny Landmaschinen, Toulon zivile Schiffe (Jachten und Passagierdampfer).
Doch neben der problematischen Auftragslage wird insbesondere der staatliche Charakter der DCAN immer mehr in Frage gestellt, da der hiermit verbundene Verwaltungsaufwand als Hindernis für die mögliche Weiterentwicklung der französischen Werften angesehen wird.
Die darauf folgende Entwicklung erfolgt in mehreren Schritten. Im Jahr 1991 ändert die DCAN ihren Namen und wird zur DCN (Direction des Construction Navales); im gleichen Jahr wird die internationale DCN gegründet. Hierbei handelt es sich um eine Aktiengesellschaft zur Förderung der Geschäftstätigkeit der DCN auf internationaler Ebene und zur Erleichterung des Exports ihrer Produktion.
Im Jahr 1992 schließlich werden die staatlichen Aktivitäten der DCN dem „Service des Programmes Navals“ (SPN) unterstellt, der mit der Bauleitung von Booten für die staatliche Marine beauftragt ist. Somit ist die DCN nicht mehr nur für die industrielle Tätigkeit zuständig und bleibt dabei gleichzeitig innerhalb der DGA. Mit dieser Status-Veränderung kann DCN International zum Ende der 1990er Jahre die DCN auf wirtschaftlicher und rechtlicher Ebene bei der Entwicklung ihrer internationalen Angebote begleiten.
Diese von DCN International getragene Entwicklungsstrategie schlägt sich in mehreren großen Verträgen nieder. So werden im Jahr 1994 3 Agosta U-Boote an Pakistan geliefert und im Jahr 1997 zwei Scorpène U-Boote für Chile gebaut. Im Jahr 2000 wird das Unternehmen von Singapur mit dem Bau von 6 Fregatten der Kategorie Formidable beauftragt. 2002 unterzeichnet es über sein Tochterunternehmen Armaris einen Vertrag mit Malaysia für die Lieferung von 2 Scorpène U-Booten.
Daneben erhält die DCN im Jahr 1997 Aufträge im Bereich der Off-Shore Ölförderung; so modernisiert der Standort von Brest beispielsweise die Plattform Sedco 707 und errichtet mehrere Erdölplattformen der Kategorie SFX.
Im Jahr 1999 wird die DCN ein direkt dem Verteidigungsministerium unterstellter Staatlicher Kompetenzservice (SCN). 2000 erfolgt die Lieferung des Flugzeugträgers Charles De Gaulle und im Jahr 2001 beschließt die französische Regierung schließlich, die DCN in eine vollkommen in Staatsbesitz stehende private Aktiengesellschaft zu verwandeln. Die Statusänderung tritt im Jahr 2003 in Kraft.

### Entwicklung der DCNS-Unternehmensgruppe
Im Jahr 2007 erwirbt der Konzern den Geschäftsbereich Schiffsbau Frankreich des Hauses Thales, Armaris, das ehemals zu gleichen Teilen von DCN und Thales gehaltene Tochterunternehmen, sowie MOPA2, das mit dem Projekt des zweiten Flugzeugträgers beauftragte Unternehmen. Thales erwirbt 25 % des Konzernkapitals und DCN wird zu DCNS, wobei das S den Servicebereich symbolisiert. Im Jahr 2011 erhöht Thales seine Beteiligung auf 35 % des Kapitals von DCNS.
Dank seiner um das Jahr 2000 eingeleiteten satzungsmäßigen Entwicklung kann der DCNS-Konzern seine seit der Nachkriegszeit ins Leben gerufenen zivilen Geschäftsbereiche weiterentwickeln und diese zu einem festen Bestandteil seiner Wachstumsstrategie werden lassen. Im Zuge dieser Entwicklung verabschiedet DCNS im Jahr 2009 das Championship-Projekt, mit dessen Hilfe sich der Konzern zu einem weltweiten Marktführer auf dem Gebiet der Kriegsmarine-Ausstattung und zu einem Innovationsführer im Energiebereich (Kernenergie und erneuerbare Energiequellen) entwickeln möchte. Die im Jahr 2012 entwickelte „Vision 2020+“ soll dem Erreichen dieses Ziels zuträglich sein. Während die Vision das zu erreichende Ziel festlegt, gibt die Strategie den hierzu einzuschlagenden Weg vor. Um ihre Leistung weiter zu steigern und somit ihren Wachstumszielen gerecht zu werden, konzentriert sich die DCNS-Unternehmensgruppe insbesondere auf Innovation, Internationalisierung und nachhaltige Entwicklung.

#### Innovation
Die FREMM-Multifunktionsfregatten werden ab 2007 in einem französisch-italienischen Gemeinschaftsprojekt mit Thales, Fincantieri und Leonardo gebaut. Die Fregatten, die im Rahmen des größten europäischen Marine-Beschaffungsprogramms der letzten Jahre entwickelt wurden, sind Mehrzweckkampfschiffe, die mit den modernsten von DCNS entwickelten Technologien und den besten auf dem Weltmarkt verfügbaren Systemen ausgestattet sind. Sie verfügen über einen weltweit einzigartigen Hybridantrieb, der sich durch seine geringe Geräuschentwicklung auszeichnet. Ihre Verdrängung beträgt 6.000 Tonnen, die Geschwindigkeit über 27 Knoten und ihre Gesamtlänge 142 Meter bei einer Besatzung von 100 bis 145 Marinesoldaten.
Im Jahr 2008 stellt die Decklandung einer Luftdrohne auf einer Seefregatte eine weltweite Premiere dar. Um eine kohärente Forschungs- und Entwicklungsarbeit zu sichern, gründet die Gruppe im Jahr 2013 den mit der Kommunikation im Forschungsbereich des Konzerns beauftragten Unternehmensbereich DCNS Research.

#### Internationalisierung
Dank der zahlreichen, mit den internationalen Seestreitkräften abgeschlossenen Verträge gelingt es DCNS, in den jeweils betroffenen Ländern Fuß zu fassen und seine internationale Präsenz zu stärken. 2005 wird mit DCNS Far East in Singapur die erste ausländische Tochterfirma des Konzerns gegründet. Die marokkanische Marine bestellte 2007 eine FREMM-Fregatte. 2008 wird im Anschluss an zwei 2005 und 2008 abgeschlossene Verträge über die Lieferung von sechs konventionellen Scorpène U-Booten das Tochterunternehmen DCNS India ins Leben gerufen. Die U-Boote werden in Mumbai als Lizenzbau durch ein Joint Venture mit Mazagon Dock Shipbuilders Limited gefertigt werden. Am 23. Dezember 2008 hat die brasilianische Marine 4 Scorpène U-Boote bestellt – der bis dahin wichtigste internationale Auftrag für DCNS. Sämtliche U-Boote werden, bis auf den vorderen Druckrumpf von Boot 1, der bei DCNS in Cherbourg gebaut wird, in Brasilien bei der neu errichteten Itaguai Construcoes Navais Werft gebaut. Es wurde dazu ein Joint Venture durch DCNS (41 %) und der brasilianischen Firma Odebrecht (59 %) gegründet. Die Werft in der Bucht von Sepetiba in der Nähe von Itaguaí wird am 1. März 2013 offiziell von der brasilianischen Staatspräsidentin Dilma Rousseff eingeweiht.
Im April 2016 vergab das australische Verteidigungsministerium einen Auftrag zur Herstellung von 12 U-Booten an DCNS und kündigte eine 50-jährige Partnerschaft mit dem Hersteller an, der dafür 2019 die Naval Group Pacific gründete. Das Auftragsvolumen betrug 20 Mrd. US-Dollar in der Herstellung und 30 Mrd. US-Dollar in der laufenden Wartung. Konkurrenten bei der Auftragsvergabe waren ThyssenKrupp Marine Systems und das japanische Verteidigungsministerium. Die Shortfin-Barracuda-U-Boote sollten die aktuellen australischen U-Boote der Collins-Klasse ablösen. Das Shortfin-Barracuda ist die konventionelle Variante der französischen nuklearbetriebenen Barracuda-Klasse. Es hat eine Verdrängung von mehr als 4000 Tonnen und ist mit sechs Torpedorohren, Anti-Schiff-Raketen und Minen ausgerüstet. Es gilt als das fortschrittlichste konventionelle U-Boot weltweit. Seine Gesamtlänge beträgt 97 Meter, es kann über 350 Meter tief tauchen, mit einer Geschwindigkeit von über 20 Knoten fahren und weist eine 60-köpfige Besatzung auf. 2021 trat Australien überraschend von dem Vertrag mit der Naval Group zurück. Das Land werde im Rahmen einer Allianz mit Großbritannien und den USA gegen Chinas Expansionsbestrebungen stattdessen amerikanische U-Boote kaufen.
Weitere wichtige Aufträge sind:
- Fortsetzung der Niederlassung des Konzerns in Malaysia (DCNS Malaysia) im Rahmen des Lieferprogramms für 6 Gowind-Korvetten im Jahr 2013 (kein Unterzeichnungsdatum). Die Fertigung erfolgt vor Ort als Joint-Venture.[20]
- Liefervertrag für 4 Gowind-Korvetten an Ägypten 2014.[21]
- Liefervertrag für eine FREMM-Fregatte an Ägypten 2015.[22]
- Im Herbst 2013 wurde mit Saudi-Arabien ein Vertrag über die Wartung von 4 Fregatten der Madina-Klasse (F 2000), 2 Versorger der Boraida-Klasse und 3 Fregatten der Al Riyadh-Klasse (F 3000) geschlossen.[23]

Auf der Rüstungsmesse International Defence Exhibition (IDEX) vereinbart die Naval Group Mitte Februar 2019 mit der staatlichen saudischen Rüstungsholding Saudi Arabian Military Industries (Sami) die Gründung eines Gemeinschaftsunternehmens in Saudi-Arabien zur Entwicklung moderner Marinesysteme einschließlich den Bau von Kriegsschiffen. Zudem wird die Naval Group weitere Gowind-Korvetten für Ägypten und die Vereinigten Arabischen Emirate bauen.

#### Nachhaltige Entwicklung
Konzernintern ruft das Unternehmen zur Förderung der internen und externen Weiterbildung im Jahr 2013 die DCNS University ins Leben. Extern führt es im Jahr 2006 den Poseidon-Preis für Studenten ein und schafft im Jahr 2008 das Programm zur beruflichen Eingliederung „Les Filières du Talent DCNS“, das jedes Jahr um weitere Sozialmaßnahmen zugunsten von Menschen in schwierigen Lebenssituationen bereichert wird.

## Geschäftstätigkeit
Die Geschäftstätigkeit von Naval lässt sich in zwei große Sektoren unterteilen: die Seestreitkräfte, das traditionelle Kerngeschäft des Hauses (Marineüberwasserschiffe, U-Boote, betriebliche Wartung und Schulung der Seestreitkräfte), sowie erneuerbare marine Energien (Gezeitenturbinen, Thermische Meeresenergie und Windenergie), zivile Nutzung von Kernenergie, Bau von Schiffswerften und Kraftwerken.

### Seestreitkräfte
Naval plant, baut und wartet Marineüberwasserschiffe, U-Boote, sowie die hiermit verbundenen Systeme und Infrastrukturen. Als Bauherr und Systemintegrator ist Naval in der gesamten Wertkette tätig: Strategische Programmierung, Planung, Bau, betriebliche Wartung und Betrieb.
Die Gruppe beliefert die staatliche französische Marine sowie, mit der Genehmigung der
französischen Regierung, auch ausländische Seestreitkräfte an konventionellen Produkten. Sie stellt
ihr Know-how außerdem in den Dienst der Luftstreitkräfte, wenn es um die Planung automatischer
Steuer- und Kampfsysteme sowie die Renovierung der Flugzeuge geht.

#### Überwasserschiffe
- Multimissionsfregatten: Fregatten der Kategorie FREMM
- Luftverteidigungsfregatten: Fregatten der Horizon-Klasse
- Schiffe mittlerer Tonnage: Gowind-Korvetten
- Flugzeugträger: Flugzeugträger Charles de Gaulle
- Hubschrauberträger/Kommandoschiffe: BPC der Mistral-Klasse
- Versorgungstanker
- Patrouillenboote
- Bau von Luftdrohnen für die Marine

#### U-Boote und U-Boot-Waffen
- Konventionelle U-Boote: Scorpène-Klasse, Shortfin-Barracuda-Klasse (Attack-Klasse)
- Nukleare U-Boote: Triomphant-Klasse; Redoutable-Klasse; Rubis-Klasse und Suffren-Klasse
- Schwergewichts-Torpedos F21
- Leichtgewichts-Torpedos MU90

### Erneuerbare marine Energien und Infrastrukturen
Naval nimmt mit der Entwicklung von Lösungen in der zivilen Atomkraft und bei den erneuerbaren marinen Energiequellen eine Innovationsstellung ein.
Die von der Naval-Unternehmensgruppe auf dem Gebiet der Schiffsantriebssysteme erworbenen Kompetenzen eröffnen ihr die Möglichkeit in der zivilen Atomkraft weitere Lösungen zu entwickeln. So arbeitet der Konzern mit EDF, dem DEA und AREVA am Bau der EPR-Kernreaktoren sowie an der Wartung von Kernkraftwerken. Daneben entwickelt der Konzern auch Projekte wie den modularen Unterwasserreaktor Flexblue.
Naval baut außerdem Wärmekraftwerke und Schiffswerften. So entwirft der Konzern insbesondere Kraftwerke in Mayotte, auf La Réunion und Saint-Pierre-et-Miquelon. Daneben wirkt er am Bau internationaler Werften wie der U-Boot-Werft in der Bucht von Sepetiba in der Nähe von Itaguaí in Brasilien mit.
Und schließlich investiert Naval in vier erneuerbare marine Technologien: Gezeitenkraftwerke, Meereswärmekraftwerke, Offshore-Windkraftanlagen und die Wellenenergie-Kraftwerke. Mit der Übernahme der Kontrolle des irischen Unternehmens OpenHydro im Jahr 2013 geht der Konzern von der Forschungs- und Entwicklungsphase in die Phase der Industrieproduktion über.

## Verpflichtungen
Naval entwickelt mehrere Programme zur beruflichen Ausbildung und Integration. So hat der Konzern den sogenannten KMU-Pakt unterzeichnet, der die Beziehungen zwischen Großunternehmen und kleinen Unternehmensstrukturen erleichtern soll, und ruft Partnerschaften mit Elitehochschulen und Universitäten ins Leben. Daneben veranstaltete DCNS beispielsweise zwischen 2006 und 2013 den Poséidon-Preis zur Unterstützung von Studenten aus Ingenieurshochschulen. Der Preis belohnte studentische Projekte auf dem Gebiet der Innovation und des maritimen Umfelds. Seit 2008 entwickelt DCNS unter der Bezeichnung „Filières du Talent DCNS“ außerdem ein Programm zur beruflichen Eingliederung von Technikern und unqualifizierten Arbeitnehmern. Dank dieses Programms wurde der Konzern im Jahr 2010 mit dem staatlichen Preis für bürgerverantwortliche Unternehmen ausgezeichnet.
Auch das Engagement der Naval-Unternehmensgruppe für die Seefahrt durch Technologietransfer sowie Sponsoring- und Mäzenat-Tätigkeiten hat bereits eine lange Tradition. So ist der Konzern Partner des Grand-Prix de l’École navale, einer seit 2001 auf der Halbinsel Crozon organisierten Regatta. Daneben zählt er seit 2007 zu den Partnerunternehmen des Pôle France Voile de Brest und arbeitet an der beruflichen Wiedereingliederung ehemaliger Sportler.
Im Jahr 2008 baute die DCNS-Unternehmensgruppe den DCNS 1000, ein Einrumpfschiff zur Weltumsegelung, das in Christophe Offensteins Film Zwischen den Wellen zu sehen ist, an dem unter anderem François Cluzet mitwirkt.
Die DCNS-Unternehmensgruppe brachte außerdem ihre technische Erfahrung auf der Ebene von Kompositwerkstoffen für Schiffsrümpfe und Navigationssysteme in den Bau des experimentellen Trimarans L’Hydroptère ein und war Partner des Teams Areva Challenge, das im Jahr 2007 am America Cup mitwirkte. In ihrem Industriestandort von Toulon ist die DCNS-Unternehmensgruppe seit 2005 Partner des Rugby-Clubs von Toulon.

## Organisation
Naval ist eine privatrechtliche Aktiengesellschaft, deren Hauptaktionär mit 62,25 % des Kapitals der französische Staat ist. Die Thales-Gruppe besitzt 35 % des Kapitals, die verbleibenden 1,8 % werden in Anteile eines Investmentfonds und Mitarbeiteranteile aufgeteilt. Ende 2017 beschäftigt Naval 13 429 Personen, von denen mehr als die Hälfte aus privatrechtlichen Arbeitnehmern und die andere Hälfte aus Staatsbediensteten besteht. Der Konzern ist in 18 Ländern vertreten und pflegt über seine Tochter- und Joint-Venture-Unternehmen eine Reihe von Partnerschaften im Ausland.

## Finanzdaten
| [ 3 ]                                                          | 2012  | 2013  | 2014  | 2015  | 2016  | 2017  | 2018  |
| -------------------------------------------------------------- | ----- | ----- | ----- | ----- | ----- | ----- | ----- |
| Umsatz (Milliarden €)                                          | 2,93  | 3,36  | 3,07  | 3,04  | 3,19  | 3,70  | 3,6   |
| Auftragseingang (Milliarden €)                                 | 2,53  | 2,27  | 3,60  | 3,52  | 2,65  | 4,00  | 3,68  |
| Auftragslage (Milliarden €)                                    | 14,46 | 13,22 |       | 12,26 | 11,6  | 11,91 | 13,83 |
| Ergebnis aus der gewöhnlichen Geschäftstätigkeit (Millionen €) | 208,5 | 166,4 |       | 64    | 102,5 | 172,7 | 265,9 |
| Nettoergebnis (Millionen €)                                    | 163,7 | 104,1 | 336,1 | 68,4  | 94,3  | 142,2 | 178,2 |

## Produktionsstandorte

### In Frankreich
Naval Group verfügt über 12 Standorte in Frankreich, von denen eine jede auf unterschiedliche Geschäftsbereiche spezialisiert ist
- Bagneux: Informations- und Überwachungssysteme, Militärlogistik
- Brest: Serviceleistung, Wartung von Booten und U-Booten, Wartung der industriellen Hafeninfrastrukturen der Marine, erneuerbare marine Energiequellen. Der Standort befindet sich in der  Marinewerft von Brest und auf der Insel Longue und zählt zum Pôle Mer Bretagne.
- Cherbourg: U-Boot-Bau
- Issy-les-Moulineaux: erneuerbare marine Energien, zivile Kernkraft
- Le Mourillon: Informations- und Überwachungssysteme
- Lorient: Überwasserschiffe
- Marseille: zivile Kernkraft
- Nantes-Indret: U-Boote, Forschung und Entwicklung, nuklearer Antrieb. Mitbegründer des Wettbewerbspols EMC2
- Paris: Sitz des Konzerns
- Ruelle-sur-Touvre: U-Boote, automatisierte Systeme, Simulatoren, Ausbildung
- Saint-Tropez: Unterwasserwaffen (Torpedos)
- Toulon: Serviceleistungen, Wartung der U-Boote und des Flugzeugträgers Charles de Gaulle

### Weltweit
Naval Group verfügt über zahlreiche Niederlassungen in Australien (Naval Group Pacific), Saudi-Arabien, Chile, in den Vereinigten Arabischen Emiraten, in Griechenland, in Indien, in Indonesien, in Malaysia, in Norwegen und in Pakistan. Der Konzern ist mit Tochterunternehmen und gemeinsam mit anderen Unternehmen gehaltenen Joint-Venture-Unternehmen weltweit vertreten.